# Xylonychus eucalypti
Xylonychus eucalypti är en skalbaggsart som beskrevs av Jean Baptiste Boisduval 1835. Xylonychus eucalypti ingår i släktet Xylonychus och familjen Melolonthidae. Utöver nominatformen finns också underarten X. e. pentaphyllus.